# Gravkonst

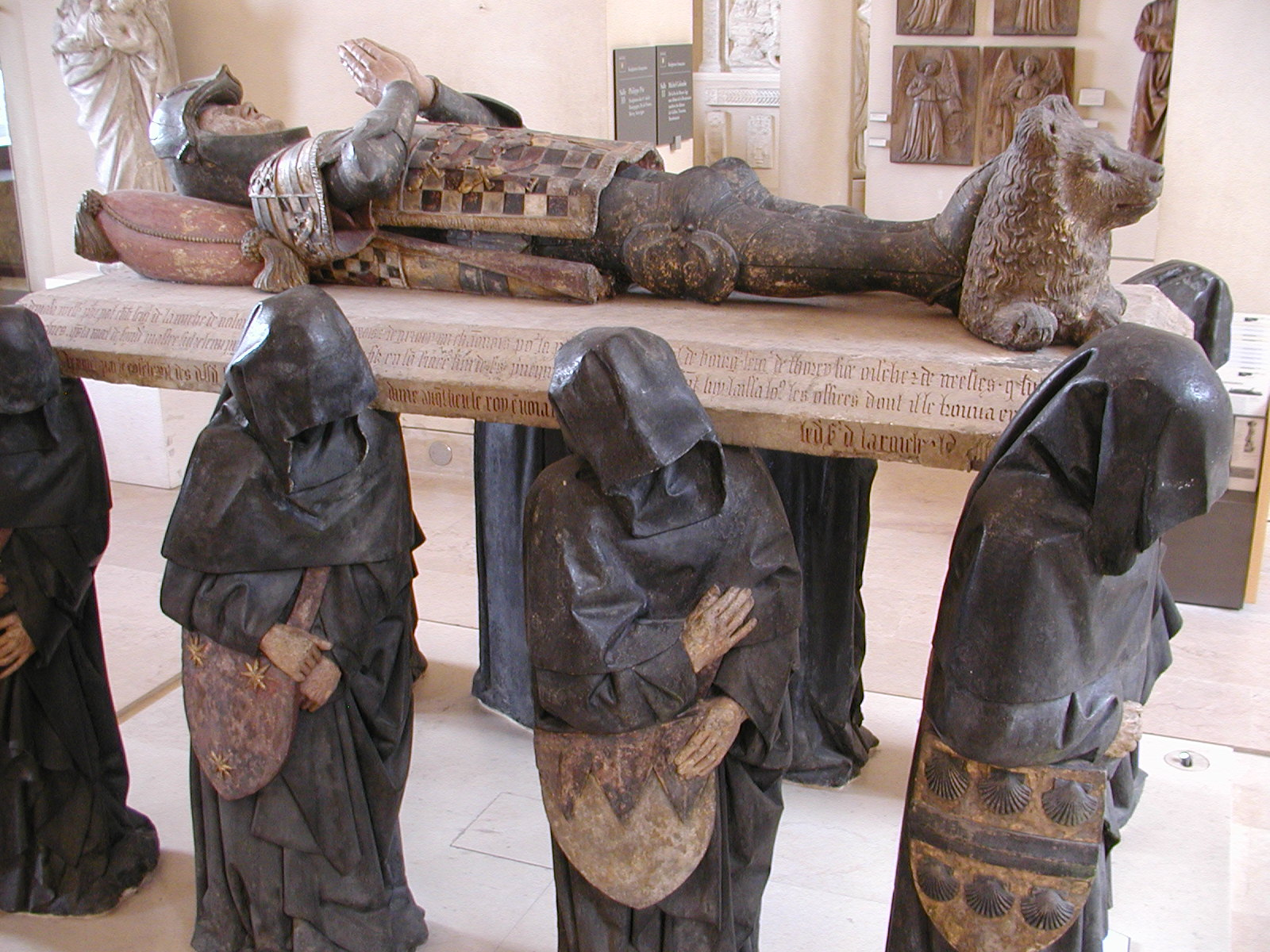
Gravvård efter Philippe Pot, burgundisk adelsman (1428–1493)

Gravkonst är konstverk eller byggnader som är förknippade med förvaringen av dödas kvarlevor. Grav är den vanliga termen för själva förvaringsplatsen medan gravgods är de föremål som förekommer i gravar, utöver själva de mänskliga kvarlevorna. Föremålen kan omfatta bland annat de avlidnas ägodelar, föremål som skapats specifikt för begravningen, eller miniatyrmodeller av föremål som man ansett att den döda kan haft nytta av i livet efter döden. Mycket av modern kunskap om historiska kulturer utan skriftspråk har uttolkats ur just gravgods.
Gravkonst har många syften inom en kultur. Den kan vara en del av begravningsriter, symbolisera det som döda ansetts ha behöva efter det jordiska livet eller hylla den dödas liv och handlingar. Detta kan förekomma dels som en del av förfädersdyrkan av eller för att främja politiska syften för en härskande dynasti. Gravkonst har också ofta fungerat som en påminnelse om människans dödlighet och som ett sätt att blidka de dödas andar så att de inte ska skada de levande.
Konstnärliga föremål som gravgods kan ha förekommit hos neanderthalare över 50 000 år sedan, och har förekommit i så gott som alla mänskliga kulturer. Många av de mest kända kvarlämningarna från äldre kulturer är gravar eller tillhörande gravkonst, till exempel de egyptiska pyramiderna, den kinesiska terrakottaarmén och det indiska Taj Mahal. Specialtillverkad gravkonst har oftast varit förbehållet de rika och mäktiga samhällseliterna, men även vanliga människor har brukat enklare former av gravkonst, ofta föremål som använts i det dagliga livet.
En viktig aspekt av utvecklingen av gravkonsttraditioner är uppdelningen mellan det som kunde ses av besökare och det som var avsett att för alltid begravas med de döda efter att själva begravningsritualen var avslutad. Den egyptiske faraonen Tutankhamons stora guldskatt var till exempel avsedd att aldrig mer ses efter att hans grav förseglades medan de pyramider som andra faraoner begravdes i var avsedda att visa de döda härskarnas makt för eftervärlden. Samma uppdelning förekommer i östasiatiska gravar. I andra kulturer har nästan all gravkonst varit avsedd för att kunna ses av allmänheten eller de som fått i uppgift att vårda graven, med undantag för en begränsad mängd gravgods. I denna typ av kulturer har gravkonsten gett upphov till rikt utsmyckade sarkofager och gravmonument, som i de grekiska och romerska civilisationerna, och även de senare kristna kulturerna. Mausoleer, en typ av gravar som varit avsedda att besökas av de levande, har varit de mest storslagna typerna av gravkonst i de antika kulturerna runt Medelhavet, och blev senare också vanligt inom den islamiska världen.

## Terminologi
En grav eller gravvård är de generella termerna för förvaringsplatser för mänskliga kvarlevor, medan gravgods är de föremål som har placerats i själva graven. Gravgodset kan vara personliga ägodelar som tillhört den avlidna, föremål som tillverkats för att ingå i begravningen, eller miniatyrer av saker som den avlidna ansetts behöva i livet efter döden. Kunskap om kulturer utan skriftspråk kommer ofta från studier av gravgods som källor.
Gravhögar, kurganer, långhög och liknande har använts för att täcka gravar i många kulturer medan kroppen kunde läggas i en sarkofag, oftast i sten, eller en kista i trä. Ett mausoleum är en byggnad uppförd främst som en gravvård. Termen kommer från Mausollos mausoleum i Halikarnassos. En stele är en form av upprätt stenstod som numera kallas gravstenar.Båtgravar har använts främst i europeiska kustområden medan stridsvagnsgravar var vanliga över hela Eurasien. Katakomber är underjordiska begravningsplatser sammanbundna av tunnlar, och bland de mest kända är de i Rom och Alexandria. En större ansamling med gravar ovan jord kallas nekropol (”(de) dödas stad”). Om det inte finns några synliga gravvårdar ovan mark kallas de gravfält. En kenotaf är ett minnesmärke över döda utan några mänskliga kvarlevor.
Gravkonst med näraliggande syfte kan uttryckas på många olika sätt, till exempel moai-statyerna på Påskön, en form av förfädersporträtt, men med avsaknad av individualiserade drag. Förfädersavbildningar förekommer i många olika kulturer, bland annat forntida Rom och Kina, där de förvarades i de efterlevande släktingarnas hem istället för att begravas. Många kulturer har använts sig av avbildningar av psykopomper, mytiska varelser som skulle vägleda de dödas själar i efterlivet, till exempel grekiska Hermes och etrusiska Charun.

## Historik

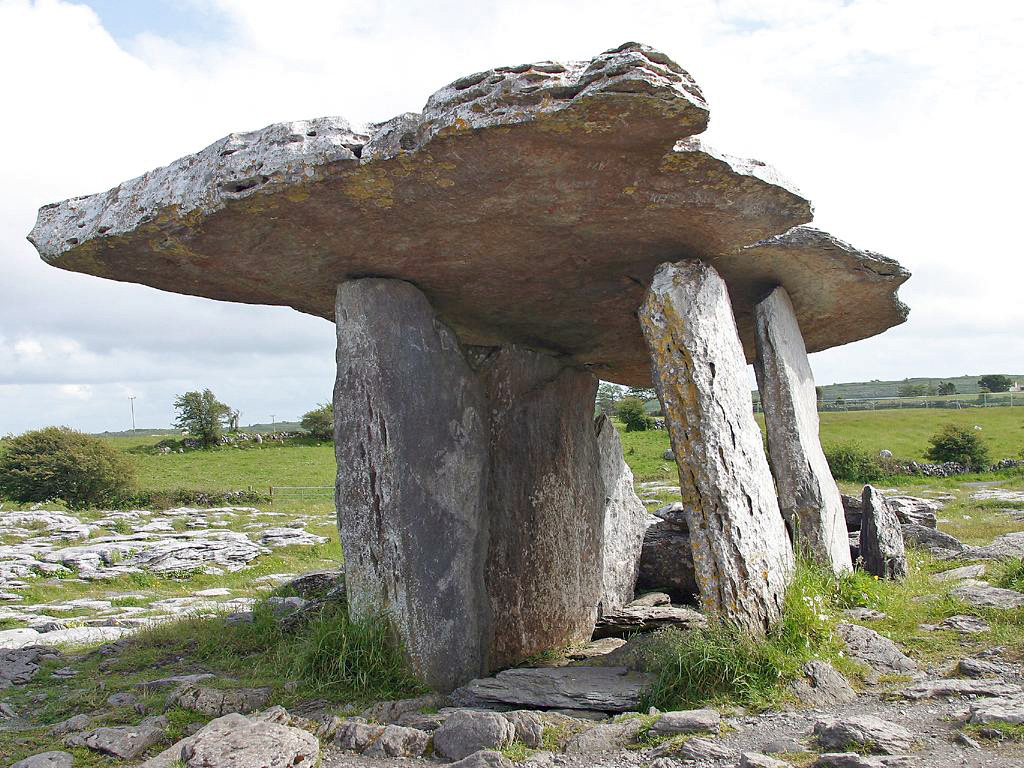
Poulnabronedösen i Irland rymde minst 22 människor från yngre stenålder.

De flesta av de äldsta arkeologiska lämningarna är gravar. De flesta av dessa är megalitiska monument (uppbyggda av stora stenblock) och de tidigast kända exemplaren är daterade inom några århundraden av varandra, men visar samtidigt på en stor variation i utformning och syfte. Gravar på Iberiska halvön har daterats med hjälp av termoluminiscens till cirka 4510 f.Kr och vissa gravplatser vid Carnacstenarna i Bretagne har också daterats till före 4000 f.Kr. Den här typen av gravplatser var avsedda att vara monumentala, något som tydliggör deras syfte som minnesmärken. De som byggde de megalitiska gravarna försökte åstadkomma detta genom att lägga den döda i en grop omgiven av ett omsorgsfullt dränerat dike och därmed höja upp graven till en högre nivå än omgivningen. Monument ovan jord anses vara knutet till föreställningen om kollektivt minne, och dessa tidiga gravar var troligen ett uttryck för förfädersdyrkan, ett stadium i social utveckling som förknippas med samhällen där man hade fast boskap och som hade utvecklad sociala roller och specialisering av arbete.

### Forntida Egypten och Nubien

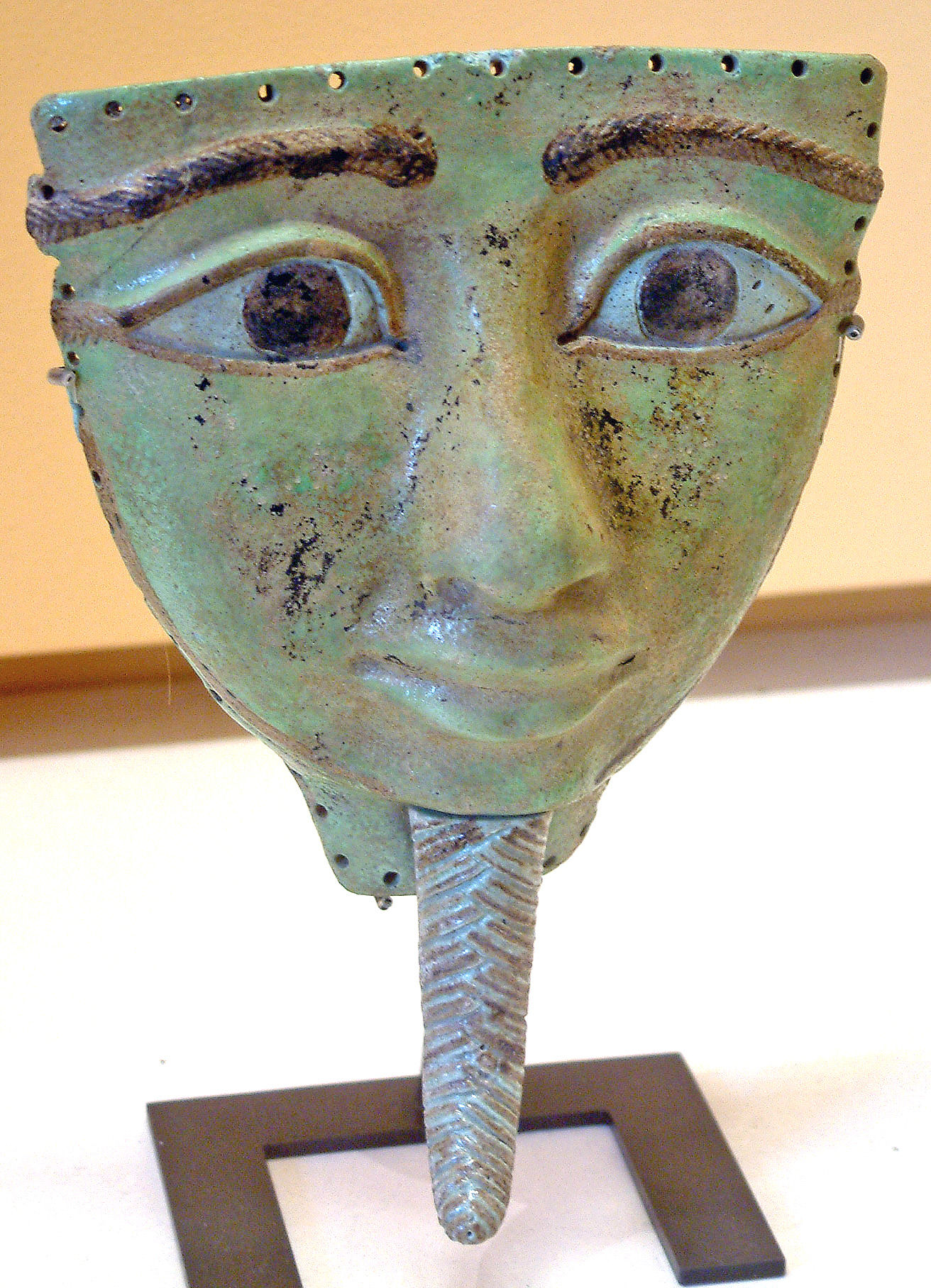
Egyptisk begravningsmask i keramik

Egyptisk gravkonst var direkt knuten till religiösa uppfattningar om att det fanns ett liv efter döden. Det var en så central del att religiösa texter beskrev döden som "endast en fas i livet". Konstföremål och avbildningar var därför delvis avsedda att bevara föremål, rikedom och social status i resan mellan jordelivet och dödsriket och för att "hålla den begravdes minne vid liv [...] avbilda begravningsceremonin och för att i allmänhet främja den begravdes pånyttfödelse". I det här sammanhanget är de egyptiska mumierna särskilt välkända uttryck som blev inkapslade i en eller flera kistor samtidigt som de viktigaste inre organen förvarades i kanoper, dekorativa ceremoniella kärl. En särskild typ av forntida egyptisk gravinskription beskriver begravningssederna och dess syften. En mastaba, en tidig form av egyptisk grav, var byggd med en förseglad underjordisk gravkammare med en kammare på marknivå där man kunde offra till de döda, ett mönster som upprepades i senare gravkonstruktioner. I samband med offerkammaren för de levande fanns ofta en serdab, en kammare som innehöll en staty av den avlidna med lufthål genom vilka lukten av rökelse kunde nå statyn och den dödas själ. Väggarna i rikare grav- och offerkammare var utförligt utsmyckade med reliefer i sten eller trä, eller prydda med målningar som föreställde religiösa scener, bilder på den döda, och under vissa perioder även scener ur egyptiskt vardagsliv. Gemensamt för alla dessa uttryck var att avbilda livet efter döden. Utsmyckningarna omgav ofta en "falsk dörr" som endast den avlidnas själ kunde passera genom för att ta emot de levandes offergåvor.
Representationer av den döda, bland annat porträtt, var del av gravar i ett mycket tidigt skede i Egypten och fortlevde som tradition in på den romerska perioden i form av de enkaustiska Fayyum-porträtten som målades på kistor i Egypten ca 100 f.Kr. till 100 e.Kr. Det är dock fortfarande omstritt om realistiska porträtt förekom i forntida egyptisk konst överhuvudtaget. Under den fjärde dynastin (cirka 2600-2500 f.Kr.) förekom skulpterade "reservhuvuden" i adelns gravar, men vilket syfte de hade är inte klarlagt. De kan ha varit ett sätt att kringgå ett förbud riktat mot samhällseliten utfärdat av farao Khufu (Cheops) mot att resa statyer över sig själv, eller så var de tänkta att skydda den avlidnas själ från illvillig magi. Alternativt fungerade de som ett skyddande kärl för själen om själva kroppen skulle komma till skada.
Byggnader som den enorma Cheopspyramiden och de två mindre pyramider från det Gamla riket på Gizaplatån samt gravarna i Konungarnas dal byggdes för kungligheter och samhällselitens medlemmar. Senare blev nekropolen i Thebe en viktig kultplats för gravtempel och mastabagravar. De kushitiska kungar som invaderade Egypten och gjorde sig till faraoner under den tjugofemte dynastin (760-656 f.Kr.) anammade egyptiska begravningsseder som mumifiering, kanoper och shabti-figuriner. De byggde även de nubiska pyramiderna som mer liknade de mindre pyramider vid Thebe som byggdes under sjuttonde dynastin än de som byggdes vid Memfis under det Gamla riket..
Människor ur de lägre samhällsskikten använde gravkonst i form av bland annat shabti, figuriner som skulle utföra arbete åt den avlidna i livet efter döden, skarabéer och "dödböcker", föremål som man trodde skulle utgöra skydd i livet efter döden. I gravar från Mellersta riket (ca 2060-1795 f.Kr.) blev det vanligt med scener ur vardagslivet i form av trä- eller lerfigurer. Dessa figurer och modeller avbildade arbetare, bostadshus, båtar och även soldater i skalenlig form som ett sätt att skapa det ideala egyptiska livet efter döden.

### Etruskerna

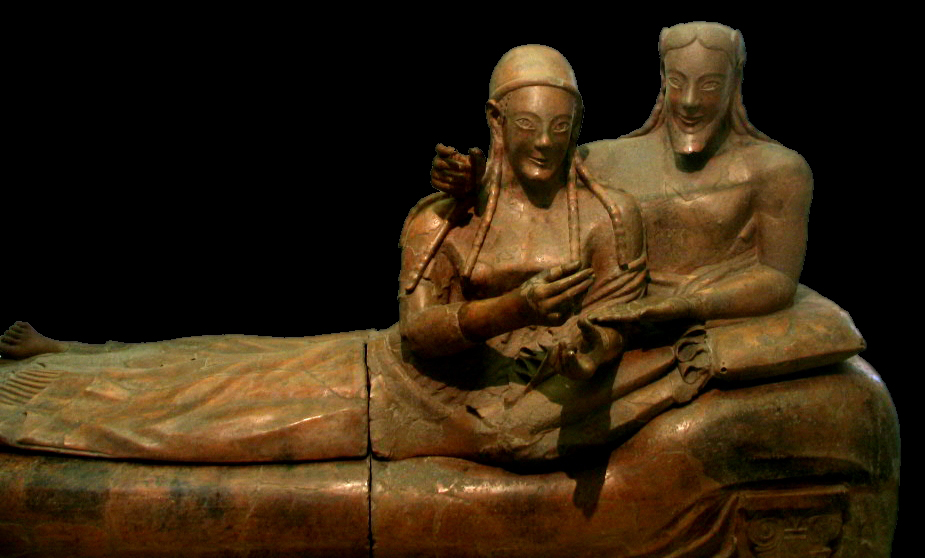
En etruskisk sarkofag kallad "Makarnas sarkofag" i Museo Nazionale Etrusco i Rom daterad till 500-talet f.Kr.

Föremål förknippade med döden, särskilt sarkofager och gravurnor, utgör grunden för mycket av modern kunskap om den etruskiska  civilisation som i ett tidig skede konkurrerade med antikens Rom, men som sedan smälte samman med romersk kultur. Etruskiska sarkofager och lock till gravurnor hade ofta en avbildning av den döda i en halvliggande ställning. Dessa figurer har ofta ena hand i form av en corna för att skydda graven.
Det vanligaste motivet i etruskisk gravkonst under 600- och 500-talen f.Kr. är en festmåltid, ibland med dansare och musiker, eller omfattande sporttävlingar. Husgeråd i form av skålar, koppar och kannor förekommer ibland i gravar, och även mat som ägg, granatäpplen, honung, druvor och oliver som var tänkta att användas i livet efter döden. På 400-talet blev motiven ofta dystrare och mer olycksbådande med avbildningar av de döda som lämnar sina närmaste, ofta omgivna av demoner från underjorden och psykopomper (mytologiska varelser med ansvar att vägleda de döda) som Charun eller den bevingade demonen Vanth. De underjordiska figurerna avbildas som otåligt gestikulerande på att fort få den döda iväg från det jordiska livet. Det var också vanligt att den döda sa farväl till de efterlevande genom att ta de i hand, något som ofta skedde framför en stängd dubbeldörr, troligen en port till underjorden. I vissa avbildningar finns det antydningar på att handtagandet skedde i slutet av den dödas resa, i underjorden.

### Antikens Grekland

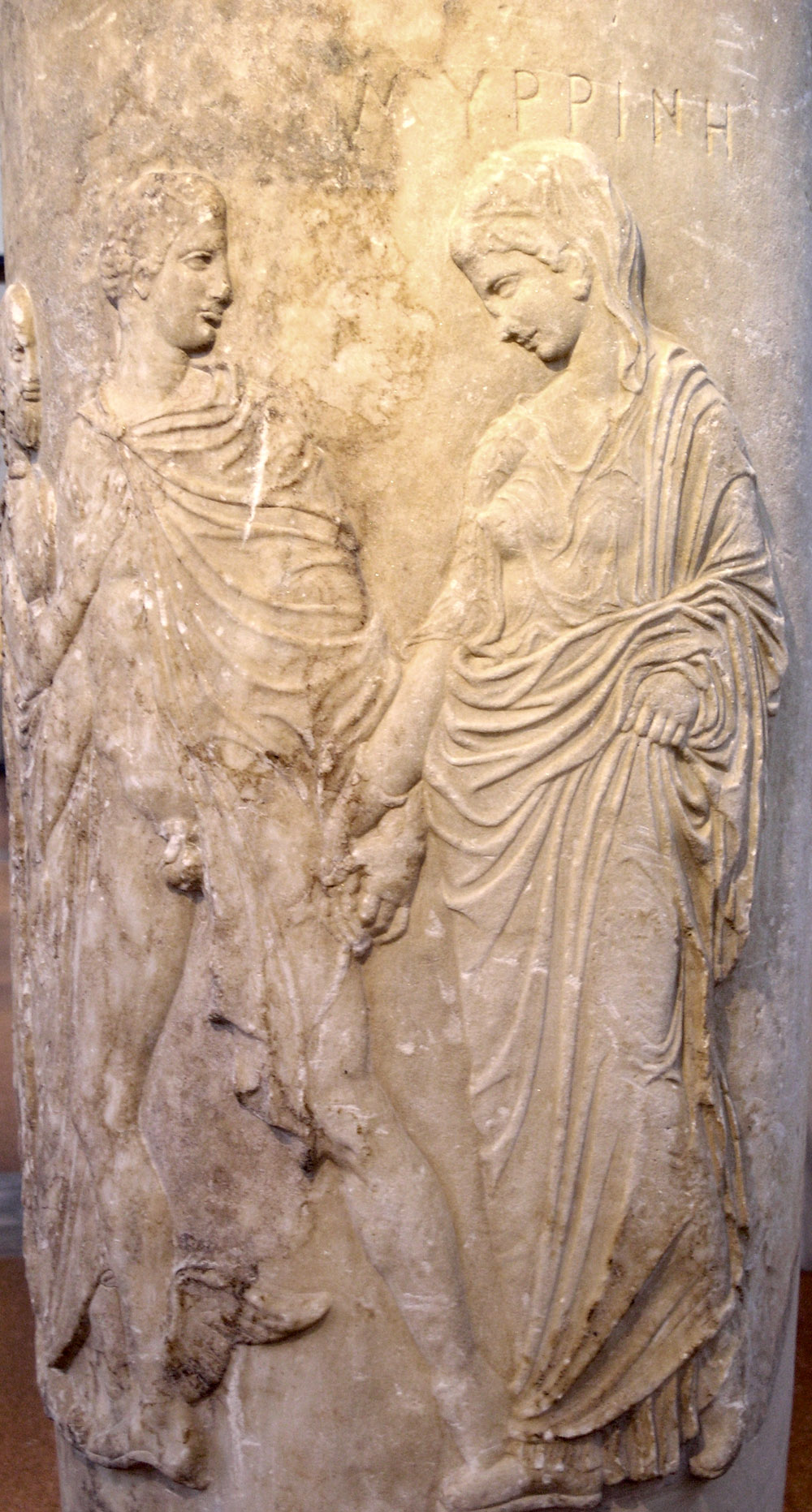
Relief på en lekyt tillverkad som gravgods. Hermes vägleder den döda, 'Myrrhine, till Hades; c. 430–420 f.Kr.

Det förekom förhållandevis få exempel på gravgods i antika grekiska gravar, med undantag för ett mynt som betalning till Charon, färjekarlen som förde de döda över floden Styx i Hades, och keramikföremål. Däremot var epitaphios, formella tal och reciteringar vid begravningen, och djuroffer viktiga ritualer. De som hade råd lät resa monument i sten, där kouros-statyer är ett exempel från arkaisk tid före cirka 500 f.Kr. De var inte tänkta att vara porträtt av den avlidna, men under den hellenistiska perioden började man tillverka realistiska avbildningar av enskilda döda eller hela familjer, ofta som reliefer på monument med en arkitektonisk inramning. Väggar i gravkammare målades ofta med fresker. Få har bevarats i gott skick, med undantag för Dykarens grav i södra Italien eller gravkamrarna i Vergina i grekiska Makedonien. Bland de få bevarade målade porträtt från klassisk grekisk tid kommer från Egypten i form av mumieporträtten i Fayyum från slutet av den klassiska perioden i typisk grekisk-romersk stil.
Tidiga grekiska gravar markerades ofta ovan jord med stora krukor och mänskliga kvarlevor begravdes ofta i urnor. Keramikföremål användes i hög utsträckning i gravar och gravkammare under den klassiska perioden. En larnax, en liten kista eller ett skrin för aska, bestod ofta av dekorerad terrakotta. En särskilt typ av kruka, en loutrophoros, var  främst förknippad med bröllopsceremonier där den användes för att bära vatten till de särskilda vigselbadet. De användes även i gravar för ogifta för att i döden kompensera för det de inte fått uppleva i jordelivet. Lekyter med ett handtag var vanliga husgeråd, men utanför hushållet användes de främst som utsmyckning för gravar. Lekyterna var ofta smyckade med scener av nedstigningen i Hades, underjorden i grekisk mytologi, där de döda avbildades bredvid Hermes, Charon eller båda samtidigt, men oftast enbart Charon. Även små lergodsfiguriner har återfunnits i grekiska gravar, men det har inte gått att fastställa om de var tillverkade som gravgods; det tycks inte ha varit så vad gäller tanagrafigurer i hellenistisk stil. Silverföremål är vanligare i den grekiska kultursfärens ytterområden, som i de makedonska kungagravarna i Vergina, eller i näraliggande kulturer i Trakien och bland skyterna.
I och med Alexander den stores erövringar växte den hellenistiska världen och inkluderade folk och kulturer med annorlunda gravtraditioner. Det ledde också till att nya konstformer påverkade grekiska konstföremål. Generationen innan Alexander hade den helleniserade satrapen Mausolos, en självbestämmande undersåte inom det persiska riket, låtit uppföra den byggnad som var det ursprungliga mausoleet. Det var helt utan motsvarighet i den grekiska världen och ingick i de ursprungliga sju underverken. Hur Mausoleet i Halikarnassos exakt såg ut vet man idag inte, och det finns flera moderna försök till rekonstruktioner som bygger på arkeologiska undersökningar och samtida litterära skildringar. Mausoleet var av ungefär samma storlek som ett grekiskt tempel och påminde om ett i utformningen, men det var mer vertikalt, med en kvadratisk bas och ett pyramidformat tak. Det fanns ett stort antal skulpturer, varav några få bevarade finns på British Museum i London. Andra lokala härskare använde sig av tempelfriser med djup relief för att smycka sarkofager, en tradition som påverkade västerländsk konst ända fram till 1700-talets nyklassicism. Alexandersarkofagen från sent 300-tal tillverkades åt en helleniserad lokal härskare i Sidon i dagens Libanon. Dess långsidor föreställer Alexander den stores berömda seger vid slaget vid Issos och en lejonjakt. Den här typen av våldsamma scener var vanliga på de storslagna klassiska sarkofagerna från den tiden och framåt, med en renässans i romersk konst under 100-talet. På mindre sarkofager var det vanligt med fredligare mytologiska scener, särskilt föreställande vinguden Dionysos (romerska Bacchus).

### Antikens Rom

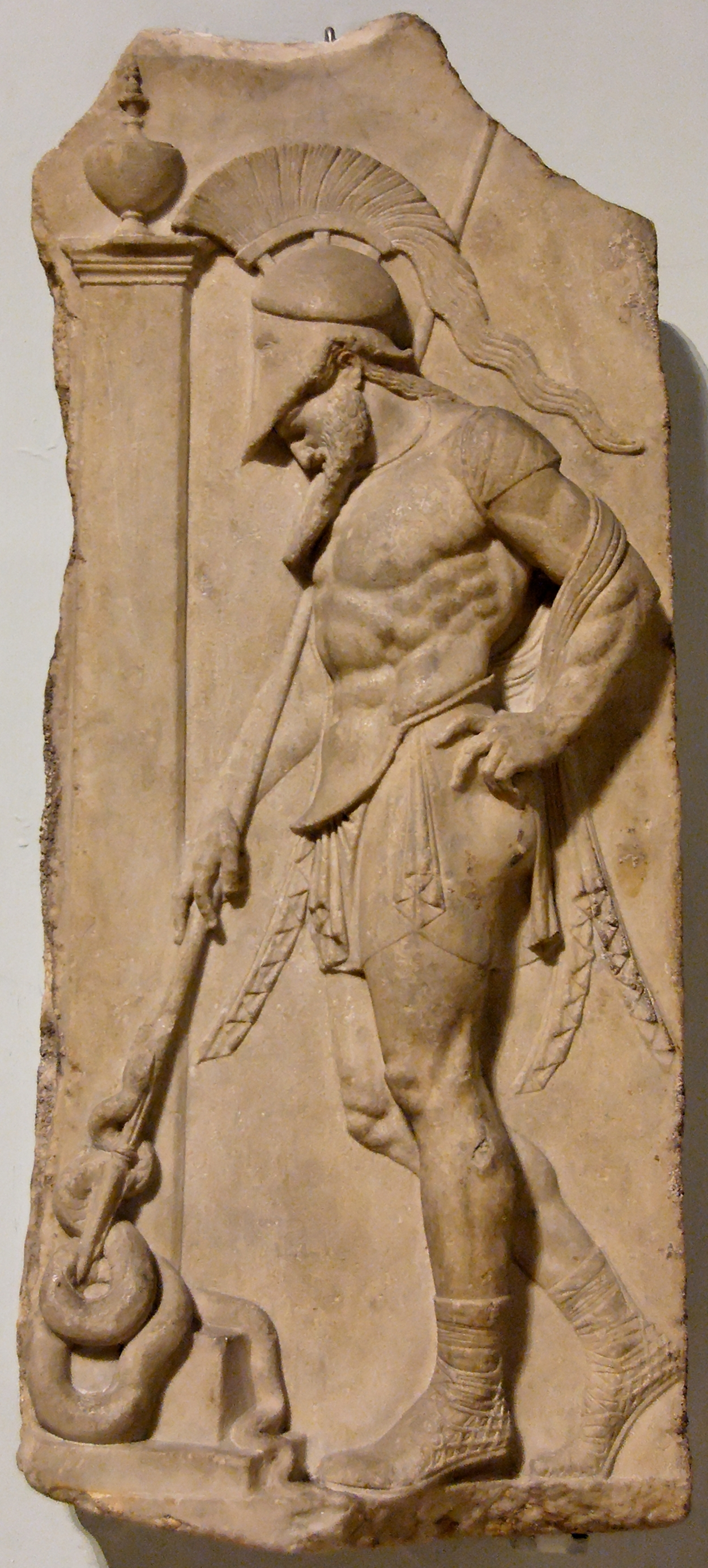
Krigare med kyrass och hjälp lutar sig mot sitt spjut på en relief på en gravstele. Ormen symboliserar den dödas själ. Romersk gravkonst från Rhodos i marmor från första århundradet f.Kr. i imitation av klassisk grekisk stil från 400-talet f.Kr.

Gravtraditionerna i antikens Rom vaf influerat av de första större kulturerna som romarna stötte på: grekerna i deras italienska kolonier och etruskerna. Den ursprungliga romerska sedvänjan var kremering. De brända kvarlevorna förvarades i en kruka eller ett askskrin, oftast i ett kolumbarium. I förromerska begravningar i området kring Rom användes ofta krukor i form av hyddor och små hus. Från 100-talet e.Kr. blev det vanligare med begravning av obrända kvarlevor i sarkofager, ofta med avancerade utsmyckningar, för de som hade råd med det. Medaljongporträtt i grekisk stil på stelar med en urna i, eller i mindre mausoleer med sarkofager för de rika, placerades ofta längs vägkanter där de var synliga för de efterlevande och fungerade som ett långlivat minnesmärke över den döda. Det var vanligt med avbildningar av par som ett uttryck för längtan av återförening i efterlivet (snarare än en parbegravning).
Under senare perioder blev det vanligt med skulpturer av den döda i naturlig storlek i halvliggande ställning, den ställning som var vanlig vid måltider eller sociala sammankomster, enligt etruskiskt mönster. Familjegravar för de stora romerska släkterna, som Scipionernas grav, bestod av stora mausoleer med lokaler för efterlevande besökare och hade både kök och sovrum. Castel Sant’Angelo byggdes åt kejsar Hadrianus, men byggdes senare om till ett fort. I jämförelse med etruskerna lade romarna mindre betoning på att förse gravar med avbildningar av det som den avlidna önskade i efterlivet, men det förekom avbildningar av bruksföremål eller scener med trivsamma aktiviteter, som jakt. Förfädersporträtt, oftast i form av vaxmasker, förvarades i hemmet, troligen i små skänkar, även om större patriciska familjer visade upp i sitt atrium, det centrala rummet i den typ av hus som användes av den romerska överklassen. De bars under begravningsprocessioner av släktingar som var klädda som de personer de representerade, något som beskrevs av Plinius den äldre och Polybios. Plinius beskrev också vanan med att ha bystporträtt av förfäder på en rund bronssköld, clipeus, som hängdes i tempel eller på andra offentliga platser. Inga exempel av någon av dessa har dock bevarats i modern tid.

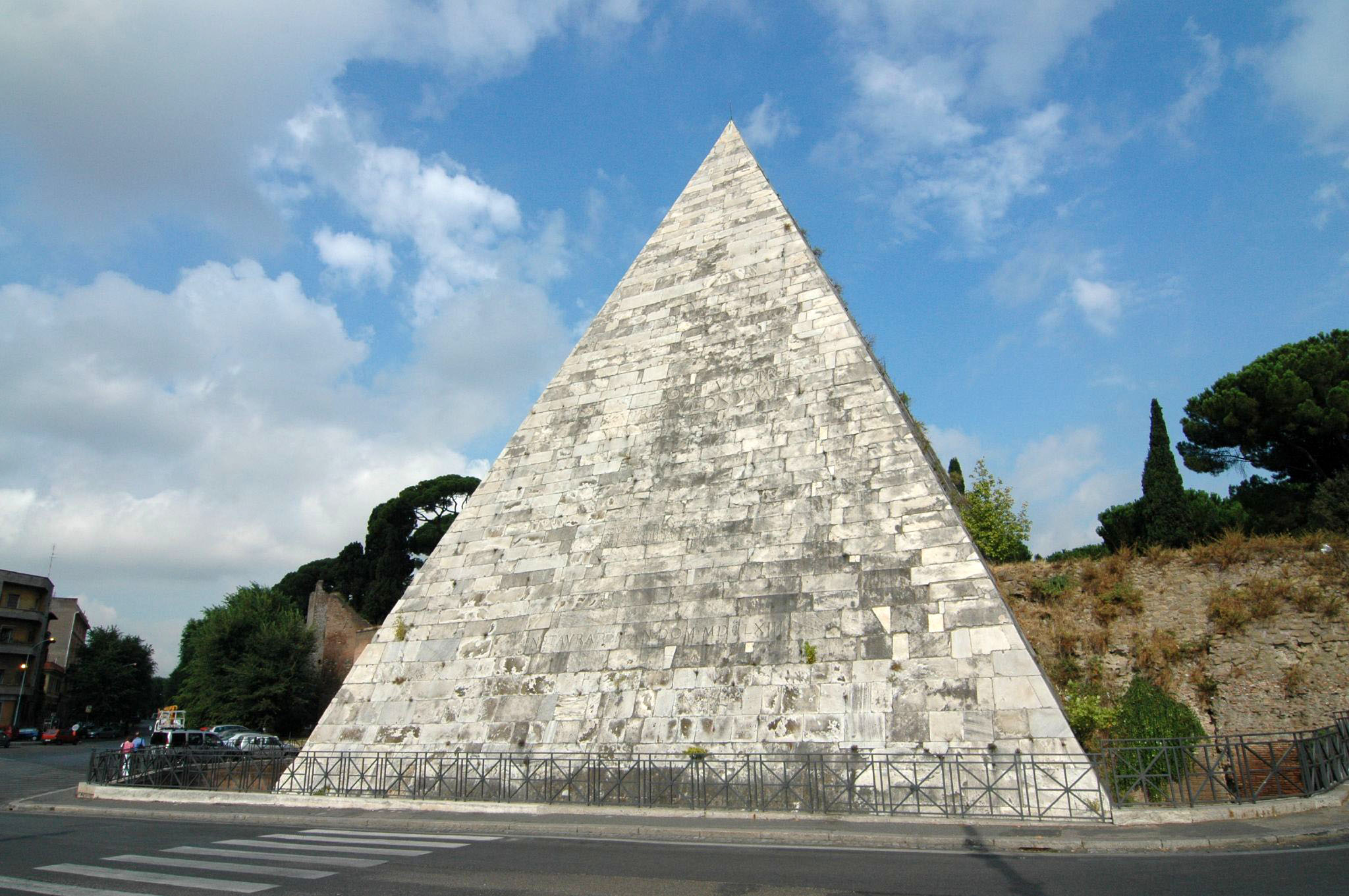
Cestiuspyramiden, ett iögonfallande gravmonument som uppfördes under första århundradet f.Kr. under en period av intensiv konkurrens mellan rika romerska släkter om att bygga minnesvärda minnesmärken till sina döda.

Under senare delen av republikansk tid uppstod konkurrens mellan rika romare om de bästa platserna för offentliga gravar längs vägarna som ledde upp till stadsmurarna. Konkurrensen påverkade också utformningen av mausoleer genom att de fick exotiska och ovanliga utformningar för att dra till sig de förbipasserandes uppmärksamhet, allt för att föra vidare den dödas minne och öka släktens sociala prestige. Bland de mer kända exemplen finns Cestiuspyramiden, en 37 m hög pyramid vid en av Aurelianusmurens södra portar i Rom, eller Eurysakes gravmonument, en fris uppförd av en frigiven slav med bagare som yrke som kom att ingå i själva Aurelianusmuren. Båda dessa byggdes inom loppet av ett par decennier under första århundradet f.Kr.
I Italien placerades sarkofager mot en av gravkammarens väggar och var därför bara utsmyckad på tre sidor, till skillnad från de fristående sarkofagerna i Grekland och de östra delarna av riket. Reliefer med scener från hellenistisk konst fick tätare kompositioner, som i Portonacciosarkofagen från 100-talet e.Kr. Även andra stilar och former uppstod, bland annat en variant med en arkitektonisk bakgrund med kolonner och nischer med figuriner. Junius Bassus (317-359) sarkofag visar tydligt denna stil och är också ett exempel på gravkonst från tidig kristendom. Denna typ av sarkofager tillverkades ofta i de större romerska städerna och exporterades till rikets utkanter. Den redan etablerade traditionen med berättelser i form av scener från grekisk mytologi i allegorisk tappning återanvändes senare för att illustrera den kristna idétraditionen och bibliska narrativ.

### Kina

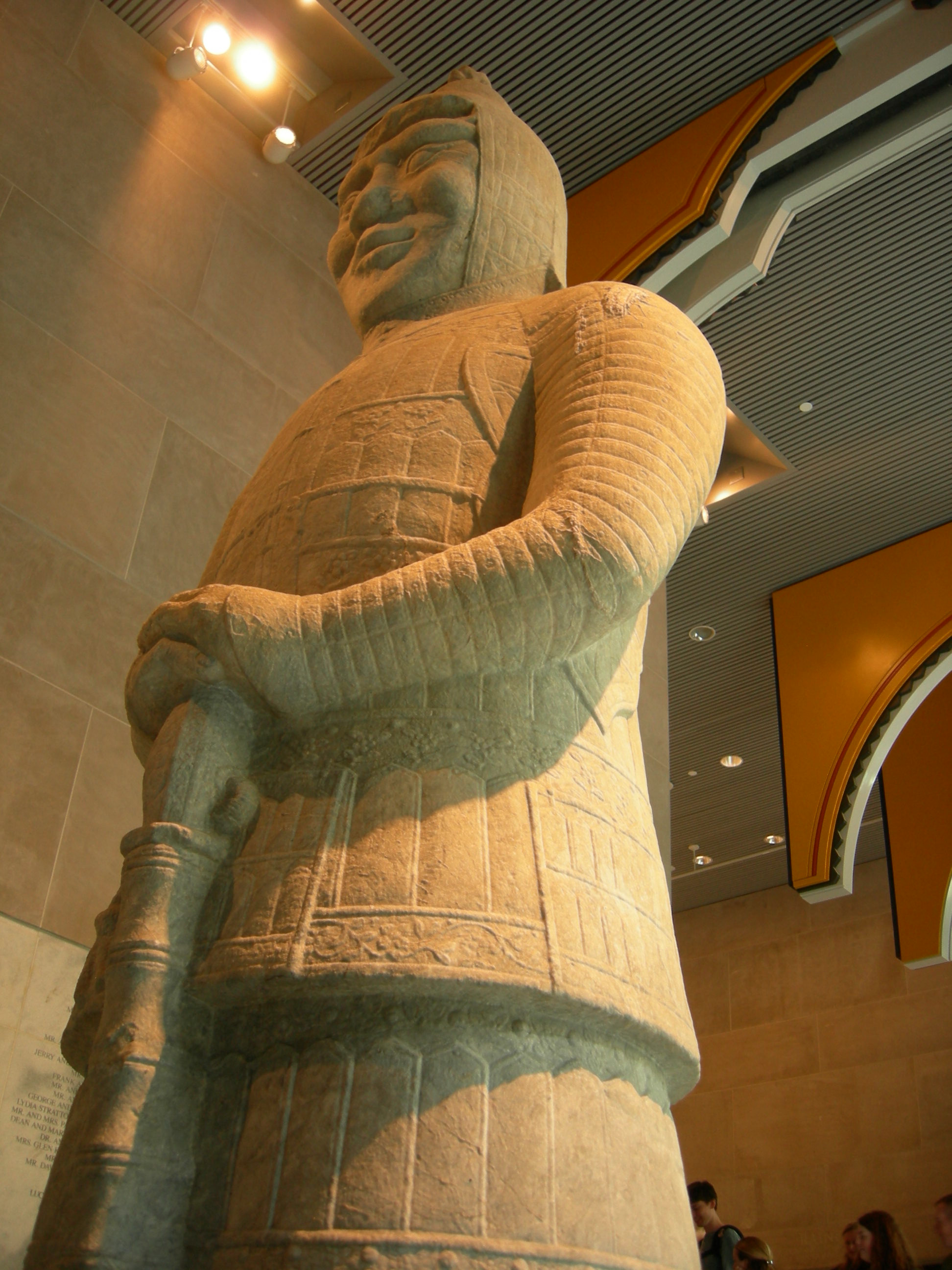
"Soldatväktare", en kinesisk gravstaty. Seattle Art Museum, Seattle.

Inom den kinesiska kulturen varierade gravkonsten påtagligt genom historien. Tidiga kinesiska härskargravar kan mäta sig med de forntida egyptiernas i fråga om komplexitet och värde på gravgodset, och blev också plundrade över tiden. Skriftliga källor som beskrev gravdräkter i jade betraktades länge av historiker som rena myter, men under 1900-talet fann man flera i samband med utgrävningar, och man anser numera att de troligen var ganska vanliga bland de tidiga härskarna. Kunskapen om den fördynastiska tidens kinesiska kultur utökades påtagligt av spektakulära fynd i Sanxingdui och andra platser. Stora gravhögar uppfördes och senare även mausoleer. Många kinesiska gravkonstföremål har dock grävts fram utan vetenskapliga arkeologiska metoder och sedan dykt upp på konstmarknaden för försäljning. En av få kungagravar som har blivit utgrävda av forskare är den som byggdes åt generalen Fu Hao och hans fru (c. 1200 f.Kr.).
Den berömda terrakottaarmén hittades 1974 i samband med att man lokaliserade graven som byggts åt förste kejsaren av Qin (död 210 f.Kr.), men gravhögen som innehåller Qins egentliga grav har ännu inte blivit utgrävd. Graven består av ett "underjordiskt palats" under en förseglad gravhög, omgiven av en mur. Runt graven fanns ett flertal byggnader som uppförts längs specialbyggda gator där man kunde vörda den döde kejsaren genom olika ritualer samt byggnader som inhyste såväl en fast stab av tjänare som besökare.
Rester av kejserliga gravar från Handynastin visar på att traditionerna med gravhögar upprätthölls tills kejsardömet  upphörde. Kinesiska kejsargravar har vanligtvis en "andeväg" (神道, shéndào) som leder fram till graven. Dessa väger kan vara flera kilometer långa och kantade med statyer av olika sorters väktare i form av såväl människor som djur. Bland de viktigaste av dessa är en bixi, en stensköldpadda som central punkt. Gravar från Handynastin använde oftast lejon eller en form av chimaira, mytologiska varelser som var korsningar av olika djur. Under senare perioder varierade man valet av djur i högre grad. Graven som byggdes för kejsarinnan Feng (442–490) och gravarna som ingår i Qianlingmausoleet som byggdes på 600-talet är tidiga exempel på välbevarade samlingar av väktarstatyer.
Det gravkomplex som byggdes för härskarna i Koguryo, ett kungarike på Koreanska halvön som fanns från 400- till 600-talet, är särskilt rikt utsmyckat med målningar. Endast en av de kejserliga gravarna från Ming- och Qing-dynastin har grävts ut. När detta skedde 1956 vid Minggravarna var följderna så katastrofala för konserveringen av tusentals av de gravföremål som hittades att den nuvarande kinesiska linjen är att lämna gravar orörda.
Tidiga gravtraditioner visar att forntida kineser hade en stark tro på livet efter döden och att det krävdes andlig vård för att göra det möjligt. Begravningar och gravmonument var ett viktigt sätt att bekräfta xiào (孝), "den ära och vördnad för ens äldre [och] de plikter som ankommer de yngre" en central aspekt av konfucianska läran och kinesisk kultur. Inskriptioner från Handynastin (206 f.Kr.-220 e.Kr.) beskriver sorg ur detta perspektiv,. En text på en gravstele rest över den bortgångna dottern till en lärd tjänsteman beskriver hennes söner "smärta och sorg" över hennes död:
| 不享遐年 | Hon fick inte åtnjuta ålderdomen           |
| 以永春秋 | med dess långa årstider.                   |
| 往而不返 | Hon är borta och kommer inte åter.         |
| 濳淪天幽 | Hon har sjunkit ner i mörkret.             |
| 嗚呼哀哉 | Å, denna sorg!                             |
| 凡席虛設 | Dukade matplatser står oanvända,           |
| 幃帳空陳 | draperier och vävnader är hängda förgäves. |
| 品物猶在 | Hennes saker är fortfarande här,           |
| 不見其人 | men hon saknas.                            |
| 魂氣飄飄 | Hennes vålnad driver rastlös kring.        |
| 焉所安神 | Hur kan vi lugna hennes ande?              |

Ett annat vanligt motiv inom kinesisk gravkonst är en kvinna som väntar i en dörröppning, något som tolkats som "en grundläggande manlig fantasi om ett elyseiskt liv efter döden utan begränsningar: i dörrarna på alla hus står tillgängliga kvinnor som söker efter nykomlingar att ta emot i sina sängkammare".

### Korea

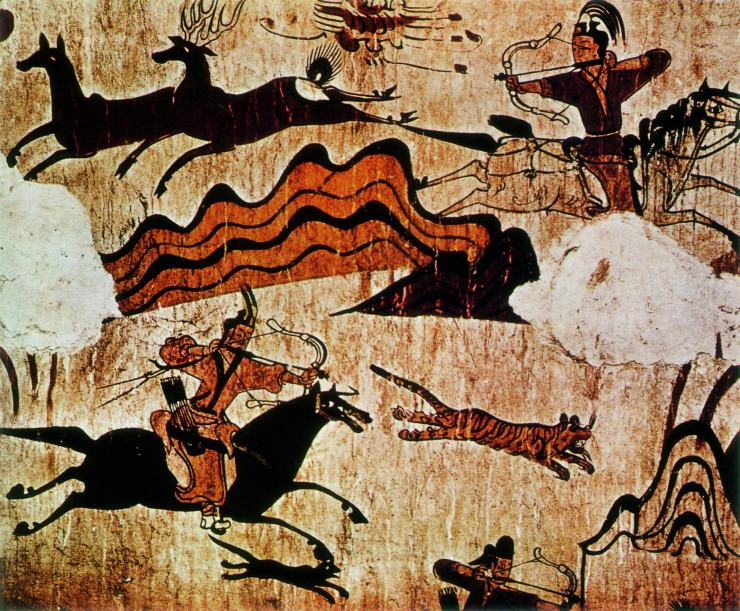
Jaktscen på den norra väggen i huvudkammaren i Muyongchong Tomb (”Dansarnas grav”), (400-talet e.Kr.), Ji'an i dagens Kina.

Muralmålningar från Goguryeogravarna representerar koreanskt måleri från perioden under Koreas tre kungariken (57-668 e.Kr.). Tusentals av den här typen av gravar har lokaliserats, men bara runt hundra har muralmålningar. Dessa gravar har fått namn efter de teman som är vanligast på målningarna, bland annat Dansarna, Jägarnas grav, De fyra andarnas och Brottarnas gravar. Himlakroppar är vanliga motiv liksom avbildningar av händelser från de som låg i gravarna, främst medlemmar av kungafamiljer och adeln. I kungagravarna förekommer ofta solen symboliserad av en trebent fågel i ett hjul, och olika stjärnbilder, särskilt de fyra konungadjuren som motsvarade de fyra väderstrecken: österns indigoblå drake, söderns cinnoberröda fågel, västerns vita tiger och nordens svarta sköldpadda.
Joseondynastins kungliga gravar i Korea, uppförda mellan 1408 och 1966 är en kombination av kinesiska och japanska traditioner. De består av gravhögar, oftast omgärdade med en skärmvägg av stenblock, och ibland med en eller flera djurstatyer ovan gjord som påminner om japanska haniwa-figurer. Det finns oftast en eller flera t-formade helgedomar en bit från graven med en kulle bakom, vänd mot vatten och avlägsna kullar, och vid dem utövas fortfarande förfädersdyrkan. Från 1400-talet och framåt blev de enklare i utformningen, men fortsatte att uppföras i omgivningar med omfattande landskap kring.

### Japan

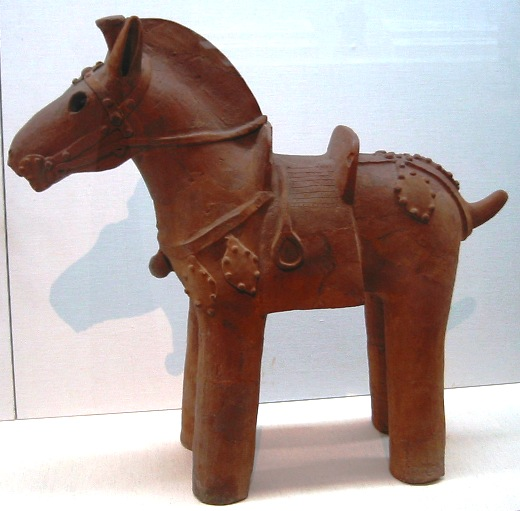
En japansk haniwa-häst i lera från 500-talet. Den här typen av gravgods lades ner i gravar under kofunperioden (200-500-talet e.Kr.).

Under den japanska kofunperioden (200-500-talet e.Kr.) är uppkallad kofun, enorma kejserliga gravhögar som är nyckelhålsformade när de ses uppifrån. De uppfördes ofta på en ö med vallgrav kring, men ingen har hittills blivit fått grävas ut och vad de döljer är okänt. Senare kofun som har undersökts, bland annat Kitora Kofun, visade sig ha blivit plundrade på det mesta av sitt innehåll, men Takamatsuzuka Kofun har fortfarande bevarade väggmålningar. För adelns gravar, något lägre i den sociala hierarkin, användes haniwa-figurer i terrakotta för att markera gravhögar, och i vissa fall kunde de vara över en meter höga. Andra haniwa lades med den döda som gravgods för att fungera som ägodelar för bruk i efterlivet. Både kofun och haniwa tycks ha slutat användas efter att buddismen tog över rollen som den största japanska trosläran.
Efter buddismens intåg har japanska gravar markerats med upprätta, rektangulära gravstenar med inskriptioner och en enkel men elegant utformning. Begravningarna har varit en av de områden där buddistiska sedvänjor har tillämpats, även av de som främst praktiserat den traditionella shintoismen. Bodaiji (”bodhi-tempel”) är en vanligt förekommande typ av tempel vars främsta syfte har varit förfädersdyrkan, även om det oftast inte varit den egentliga gravplatsen. Det var ursprungligen något som japanska feodalherrar uppförde, men anammades av andra sociala klasser under 1500-talet. Familjer använde samma bodaiji under flera generationer och kunde utökas med ytterligare ”gravar” med tiden, även om den faktiska graven var på annan plats. Många av de senare japanska kejsarna från 1200- till 1800-talen ligger begravda tillsammans i en kejserlig bodaiji, Tsuki no wa no misasagi-mausoleet i templet Sennyū-ji i Kyoto.

### Amerika

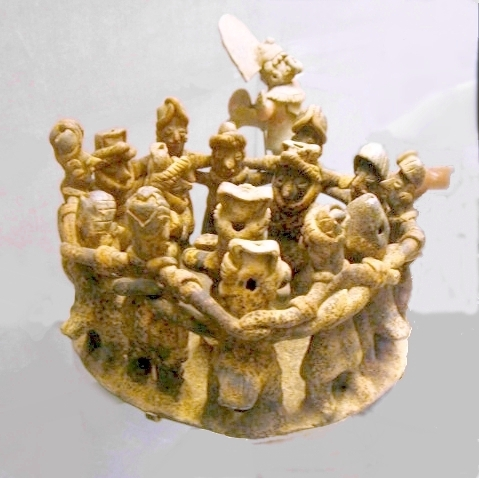
En uppsättning musiker och dansare från en "schaktgrav" från Nayrit i västra Mexiko; lergods, cirka 300 f.Kr till 600 e.Kr.

I den mesoamerikanska gravtraditionen användes sällan sarkofager några kända undantag som för K'inich Janaab' Pakal eller Pakal den store, eller de numera försvunna sarkofagerna från den olmekiska fyndplatsen La Venta. Mesoamerikank gravkonst bestod istället av gravgods och, i Oaxaca, av gravurnor. Två kända exempel på mesoamerikanskt gravgods kommer från den mayanska nekropolen på Jainaön vid Campechekusten och de schaktgravarna i västra Mexiko. De mayanska härskarnas gravar kan normalt bara identifieras utifrån antaganden om hur påkostade föremål de fått med sig i döden. Med undantag för stenföremål så har det inte förekommit något specialtillverkat gravgods.
Gravarna på Jainaön utmärker sig genom ett överflöd av figuriner. Av över 20 000 gravar har cirka 1000 visat sig innehålla föremål i glas, skiffer och lergods, samt en eller flera keramikfiguriner, oftast placerade på den dödas bröst eller i händerna. Figurinernas funktion är inte känd, men eftersom deras utseende inte överensstämmer med vare sig kön eller ålder på den döda så är det troligen inte avbildningar av de döda, men det står klart att figuriner från senare perioder föreställer olika gudinnor.
Den så kallade schaktgravtraditionen i västra Mexiko är känd nästan enbart genom gravgods, som består av bland annat ihåliga keramikfigurer och smycken av obsidian eller snäckor (see this Flickr photo for a reconstruction). Uppsättningar i keramik som avbildar till exempel byliv, musiker eller mesoamerikanskt bollspel är vanliga. Motivet för uppsättningar var vanligt vardagsliv, men det har också föreslagits att det samtidigt kan vara representationer av underjorden. Hundar i keramik är välkända från plundrat gravgods och det har antagits att de är en form av psykopomper, vägledare för de dödas själar. Hundkött var samtidigt en viktig proteinkälla i Mesoamerika, så tolkningen är inte säker.

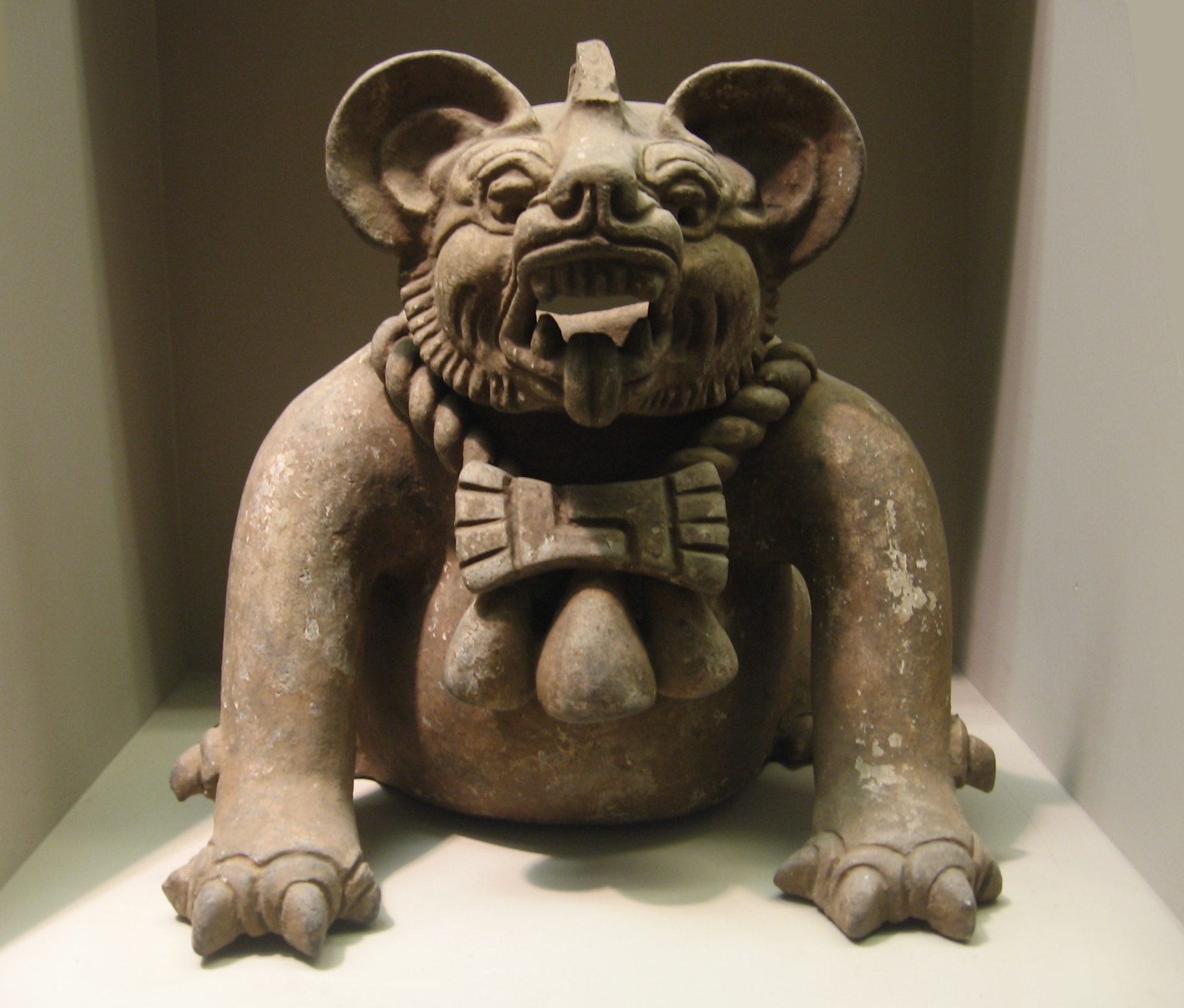
En gravurna i form av en "fladdermusgud" eller en jaguar från Oaxaca daterade åren 300-650 Fladdermusguden var en viktig gud hos mayafolket och även bland zapotekerna. Den var särskilt förknippad med underjorden.

Zapotekernas civilisation kring Monte Albán är välkänd för sina gravurnor i lergods, som fladdermusguden avbildad till höger, och en stor mängd olika urnor har identifierats. Några föreställer gudar eller övernaturliga varelser medan andra tycks ha varit mänskliga porträtt. Konsthistorikern George Kubler har beskrivit hantverkstraditionen som ligger bakom gravurnorna:
Inga andra amerikanska krukmakare utforskade formbarheten i den blöta lera och inga andra har lyckats lika bra med att bibehålla dess form efter bränning … [de] använde lerans fogliga egenskaper för grundläggande geometrisk modellering och skar till materialet, i halvtorrt tillstånd, för att få fram släta ytor med skarpa kanter av oöverträffad skicklighet och formsuggestion.
De mayanska grottgravarna i Naj Tunich och på andra platser innehåller målningar, inristade stelar och gravgods av keramik, jade och metall, bland annat dödsmasker. I områden med torrt klimat har forntida textilier hittats i gravar från den sydamerikanska parakaskulturen i form av mumier lindade i flera lager mönstrat tyg. Elitens gravar från mochekulturen innehöll särskilt fin keramik och kombinerades med komplex i lersten som också användes för människooffer, bland annat Huaca de la Luna, ”månens tempel”, idag i norra Peru. Andiska kulturer som sican mumifierade sina döda och tillverkade gravgods i form av smycken av värdefulla metaller och ädelstenar, bland annat rituella tumi-knivar och gravmasker i guld, samt keramikföremål.
Mimbre-gruppen inom mogollonkulturen begravde sina döda med skålar på huvudet och "dödade" ceremoniellt skålarna genom att göra ett hål i dess botten så att den dödas ande kunde stiga upp till andevärlden. Mimbre-gruppens gravskålar smyckades med bilder på jakt, spel, sådd, fiske, sexakter och födslar. .

## Religiös gravkonst

### Hinduism
Inom hinduismen är kremering det brukliga sättet att begrava döda. Hinduer tror på reinkarnation och gravmonument har därför spelat en betydligt mindre roll än inom andra religioner. Det finns dock regionala, relativt sentida traditioner bland kungar, och det förekommer även, samādhi mandir minnestempel ägnade åt helgon. Båda har uppkommit genom islamiskt inflytande. Mausoleerna byggda av kungarna av Orchha från 1500-talet och framåt är de mest kända. Vissa hinduiska härskare har fått minnestempel resta i sitt minne med Angkor Wat i Kambodja som det mest spektakulära exemplet.

### Buddhism
Buddhistiska gravar är i sig oftast enkla och anspråkslösa, men de har ibland byggts inom stora tempelkomplex. Enligt buddhistisk tradition delades Buddhas kremerade kvarlevor upp som reliker, cetiya, som var viktiga inom den tidiga tron. En cetiya byggdes in i en stupa, en kultbyggnad som utvecklades från enkla halvklotsformade högar runt 200-talet f.Kr. till avancerade byggnadsverk som de i Sanchi i Indien och Borobudur på ön Java i Indonesien. Det uppstod senare regionala varianter, bland annat pagoder i Kina och Japan och candi i Indonesien, som båda byggde på indisk arkitektur. Ingen av dessa kan beskriva som egentliga gravar eller gravmonument. Vissa högt aktade tibetanska lamor begravs i mindre chorten, tibetanska stupr, av ädelmetaller i eller utanför kloster, och det förekommer att kroppar mumifieras. Det finns exempel på dessa i klostren Karsha i Zanskar och Tashiding i Sikkim, båda i norra Indien, samt i Potalapalatset i Lhasa och många andra platser, men de flesta chorten är inte gravplatser.

### Islam
Islamisk gravkonst utgörs nästan helt av arkitektur. Att förse föremål med föremål anses så oförenligt med islam att avsaknaden av gravgods ofta är ett sätt att identifiera en grav som muslimsk. Kungar och politiska ledare begravdes vanligtvis osmyckade stensarkofager, ibland med religiösa inskriptioner. Gravarkitektur har däremot erbjudit ett sätt att kringgå religiösa påbud mot påkostade gravar, och har varit ett sätt att uttrycka fromhet, kärlek till den avlidna och muslimsk identitet. Ett antal olika arkitektoniska traditioner uppstod för att uttrycka dessa sociala aspekter. En islamsk tradition tog tid att utvecklas på grund av att haditherna, traditionella regler som bygger på profeten Muhammeds liv och gärningar, fördömer uppförandet av gravar. Muhammed själv bad om att få bli begravd i en av rummen i sitt hem i Medina, men runt 1100-talet hade det enorma komplexet Masjid an-Nabawi ("Profetens Moské") byggts på gravplatsen. Den första kända monumentala musliska graven är daterad till 862 i Samarra i Irak, beställd av en bysantinsk prinsessa och tillägnad en av hennes söner. Vid någon tidpunkt uppstod en tradition att en trädgård skulle ingå, möjligtvis inspirerat av den muslimska föreställningen av Paradiset, en föreställning som i vilket fall gjordes när traditionen blivit etablerad. Det historiska förloppet är dock svårt att belägga eftersom trädgårdar lämnar få arkeologiska spår efter sig. Trädgårdar som omgav gravar blev eventuellt en erkänd islamisk tradition i många delar av världen, och befintliga lustträdgårdar togs ibland i anspråk i det syftet. Varianter av den persiska  chahâr bâgh-modellen av trädgårdar blev vanlig i Persien, Indien och andra delar av den muslimska världen.
En annan influens kan ha varit den oktagonala Klippdomen i Jerusalem. Det är inte ett mausoleum, men är den tidigaste islamska förebilden för en minnesbyggnad med centralt planläggning och var påverkad av bysantinska martyrier, mausoleer över tidiga martyrerna, fast på en stengrund snarare än omgiven av en trädgård. Inom den persiska traditionen utvecklades relativt små mausoleer, ofta i form av låga hexagonala eller oktagonala torn med kupol med bara en kammare, till exempel Malekgraven i Sonqor i dagens Iran. De här gravbyggnaderna utvecklades till betydligt större byggnader under timuriderna och i mogulriket som Gur Emir, tillägnat Timur Lenk i Samarkand och de berömda mogulgravarna i Indien, med Taj Mahal som främsta exempel. Mogulernas gravar uppfördes ofta i en charbagh (chahar-bagh) omgiven av murar eller så kallade mogulträdgårdar med paviljonger i hörnen och ett grindhus. Taj Mahal är ovanligt eftersom det ligger i ena änden av trädgården med baksidan mot floden Yamuna; vanligare var att förlägga själva mausoleet precis i mitten. De byggdes ibland med minareter, men tjänade sällan som moskéer. Djahangirs mausoleum saknar kupol medan Akbar den stores bara har små dekorativa exempel. Även andra muslimska indiska härskare byggde liknande mausoleer, bland annat Mohammed Adil Shahs Gol Gumbaz.
Det vanligaste inom muslimsk gravtradition var att efterlikna samtida moskéer, men i mindre versioner med bara en smärre kammare, och oftast utan borggård. Utsmyckningen bestod ofta av kakel och ibland även parchin kari (en form av inkrustation) med halvädelstenar, målningar och sniderier. Inga bilder av djur förekom, men geometriska mönster och inskriptioner var vanliga. Sarkofagen placerades ofta i en mindre inre kammare som kunde skönjas genom ett gitter av metall eller sten, eller i huvudkammaren. Donationer kunde bekosta regelbundna läsningar ur Koranén i mausoleet, och de var öppna för besökare. Khomeinimausoleet, som fortfarande är under uppförande i Teheran upprätthåller dessa traditioner.
I det osmanska riket utvecklade en annan tradition med små türbe med endast ett rum som placerades inom moskékomplex. Sarkofagerna (för det mesta rent symboliska eftersom kroppen begravs under golvet) kunde vara draperade med kostsamma bårtäcken eller prydas av en turban (i tyg eller sten), vilket också är en traditionell utsmyckning på turkiska gravstenar, oftast i stiliserad form. Två av de mest kända exemplen är Süleymaniyemoskén i Istanbul och Yeşil Türbe ("den gröna gravvården") från 1421 i Bursa. Det senare avviker från det normala genom dess omfattande storlek och dess kakelbeläggning på utsidan, som vanligtvis brukar vara murad, medan interiörerna är dekorerade med färgglatt kakel.
I andra delar av den muslimska världen finns lokala traditioner. Askias grav i Mali, en 17 meter hög kungagrav i form av en pyramid från 1400-talet, är byggd enligt den lokala lerbyggnadstraditionen, samma som Stora moskén i Djenné. I andra änden av den muslimska världen begravdes javaesiska härskare oftast i kungliga begravningsplatser som de i Kota Gede och Imogiri.
I arabvärldens är politiska ledares mausoleer oftast i form av ett sidorum i en moské eller i anknytning till sjukhus, en madrasa eller ett bibliotek. Stora kupoler är en vanligt förekommande detalj på härskares gravvårdar. Sultan Qaitbays (död Vel d'Hiv) gravmoské i Kairo är ett berömt exempel, även om själva gravkammaren är ovanligt stor i jämförelse med byggnaden som helhet.

## Modern tid

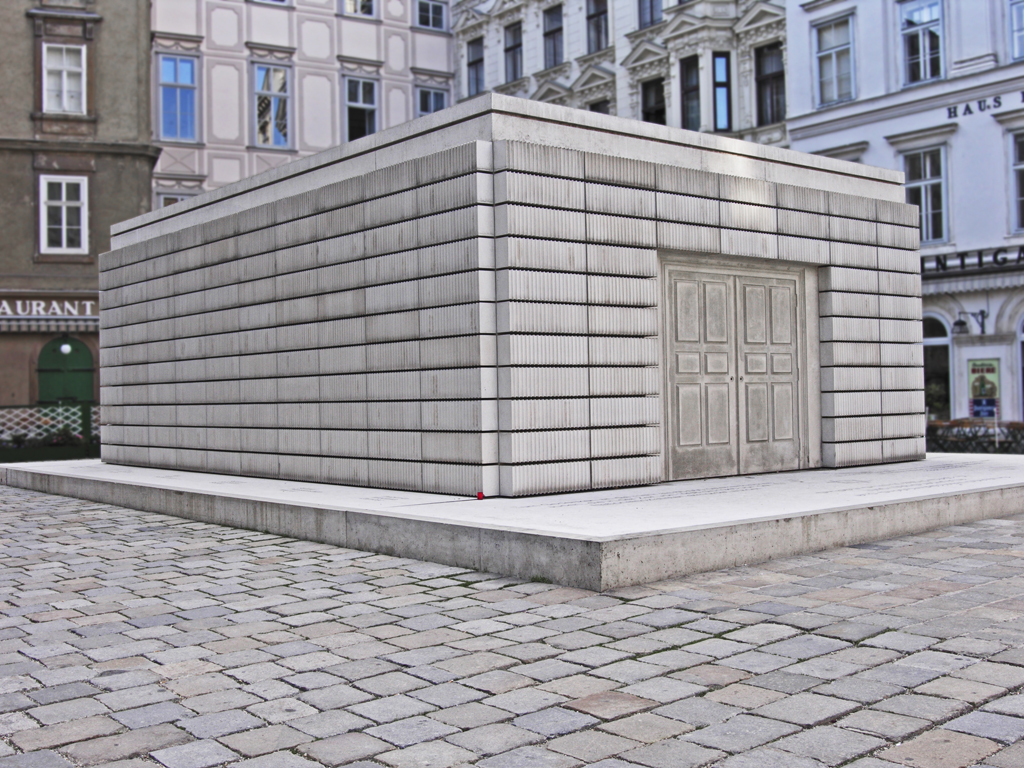
Förintelsemonumentet vid Judenplatz i Österrike tillägnat de 65 000 österrikiska judar som dödades under Förintelsen, formgivet av Rachel Whiteread och byggt 2000.

Utformningen av gravkonst har en tendens att vara konservativ och många gravmarkörer i olika kulturer följer traditionella mönster, medan andra är mer modernistiska eller följer mer nutida stiluttryck. Offentliga gravmonument som representerar kollektiv av döda byggs fortfarande, särskilt krigsmonument, och i Väst har de numera ersatt individuella eller familjegravar som de dominerande former av större minnesmärken till de döda. Till exempel får politiska ledare i Väst numera vanliga, enkla gravar. Vissa större minnesmärken är relativt traditionella, men andra har en mer modern utformning, till exempel Vietnammonumentet i Washington D.C., flera förintelsemonument, som Yad Vashem i Jerusalem, Vel d'HivMall:Förtydliga enligt enwp ett märke på byggnaden i Paris (1994) och Förintelsemonumentet i Berlin (2004). Dessa avviker tydligt från de flesta krigsmonument tillägnade soldater som stred i andra världskriget. Tidiga modernistiska monument till de döda från första världskriget togs ibland bort för att de ansågs opassande. Vissa krigsmonument, särskilt i länder som Tyskland, har en turbulent politisk historia, bland annat Neue Wache i Berlin som återinvigts ett antal gånger.
Flera kritiker har noterat en kris i utformningen av offentliga minnesmärken sedan 1945 då det traditionella, figurative symboliken och anspelningen på nationalistiska ideal började framstå som otillräcklig, särskilt i sammanhang med folkmord, åtminstone i länderna väster om järnridån under kalla kriget. I Östblocket ansågs den sedan länge befästa socialistiska realismen ännu vara passande, åtminstone av myndigheterna. Den nya generationen abstraherade och konceptuella krigs- och förintelsemonument som uppfördes i Väst från 1990-talet och framåt tycks ha hittat en lösning på det tidigare dilemmat.
Flera större mausoleum har byggts för politiska ledare, bland annat Leninmausoleet, och Antikabir, Mazar-e-Quaid, palatset i Kumsusan, Che Guevara-mausoleet och ett flertal monument till USA:s presidenter. Senare presidenters egentliga gravar är mycket enkla medan biblioteken och museerna i deras minne utgör deras största minnesmärken. Den iranska ayatollan Ruhollah Khomeinis mausoleum i Teheran består av en stormoské, minst lika stor som motsvarande medeltida byggnader, och omfattar bland annat ett islamiskt universitet och parkering för 20 000 bilar.